# 염승원
염승원(2006년 3월 20일 ~ )은 KBO 리그 키움 히어로즈의 내야수이다.

## 키움 히어로즈시절
2025년에 입단하였다. 2025년 8월 1일 롯데 자이언츠와의 경기에 대타로 출전하며 데뷔 첫 경기를 치렀고, 경기에서 2타수 1안타 1볼넷를 기록했다.

## 출신 학교
- 서울고명초등학교
- 휘문중학교
- 휘문고등학교